# Molières-Cavaillac
Molières-Cavaillac è un comune francese di 952 abitanti situato nel dipartimento del Gard, nella regione dell'Occitania.

## Società

### Evoluzione demografica
Abitanti censiti